# Lars Krarup
 Der er flere personer med dette navn, se Lars Krarup (musiker).
Lars Krarup (født 11. maj 1972 i Tjørring) er en dansk politiker, der var borgmester i Herning Kommune fra 2002 til 2021 valgt for Venstre. Han overlod borgmesterposten til Dorte West 1. august 2021 fordi han ikke ønskede at genopstille til kommunalvalget 2021 og gerne ville træde tilbage før valget.
Hans forældre er Ede og Hartvig Krarup Kristensen (Tjørring).
Lars Krarup er uddannet slagter. Han har været medlem af Herning Byråd siden 1998 og overtog borgmesterposten efter partifællen Helge Sander, der kort forinden var blevet udnævnt til videnskabsminister i VK-regeringen.
Fra 1997 til 2000 arbejdede Lars Krarup som salgskonsulent hos Tuborg, og i 2000 var han salgschef for Carlsberg/Tuborg i Jylland og på Fyn. Fra 2000 til 2001 var han direktør for Blue Fox Herning A/S. Han er medlem af KL's bestyrelse samt af bestyrelserne for KMD og Kommunekredit.
Ved kommunalvalget i 2005 fik Lars Krarup 15.206 personlige stemmer. Ved Kommunalvalget 2009 blev Lars Krarup genvalgt med 15.474 personlige stemmer, hvad der svarede til 35% af samtlige afgivne stemmer i Herning Kommune. Ved kommunalvalget 2013 var hans stemmetal 13.632, mens det ved det næste kommunalvalg i 2017 faldt til 11.794. Venstre har som et af de få steder i landet absolut flertal i Herning Kommune, hvor partiet fik godt 55 % af stemmerne i 2017. I august 2020 offentliggjorde Lars Krarup, at han ikke genopstiller til kommunalvalget i 2021, og at der derfor skal findes en ny borgmester.